# Michelle Clunie
Michelle Clunie est une actrice et une danseuse classique américaine, née le 7 novembre 1969 à Portland, Oregon.

## Biographie

### Origines et formation
Michelle Renee Clunie est née le 7 novembre 1969 à Portland, Oregon.
Elle se forme à la danse classique et bénéficie d'une bourse d'études à l'Academy of Professional Ballet. À 19 ans, elle décide de changer de voie et déménage à Los Angeles pour tenter de débuter une carrière d'actrice.

### Carrière d'actrice
En 1992, Michelle Clunie fait ses débuts sur scène au Skylight Theatre de Los Angeles dans A Comedy of Eros de Dean Orion, ce qui lui vaut un Drama-Logue Award (en) de la meilleure actrice.
Michelle Clunie apparait en 1996 dans le 2e épisode (Hôpital en sursis) de la saison 3 de la série Urgences dans le rôle de Gretchen, flirt évincé par le docteur Ross (George Clooney).
La notoriété de Michelle Clunie est due à la série télévisée Queer as Folk, où elle interprète une avocate juive lesbienne, Melanie Marcus (en) ; la série diffusée à partir de 2000 a été saluée par la critique. Elle a également interprété le personnage d'Ellen Beals dans la série Championnes à tout prix (Make it or break it), de 2010 à 2011.

### Vie privée
Michelle Clunie est une très bonne joueuse de poker : elle participe au World Poker Tour, et offre ses gains à des associations.
Elle a dû démentir toute rumeur d'homosexualité car elle avait acquis une importante notoriété dans le rôle de l'avocate lesbienne Melanie Marcus.
Le 5 janvier 2015, elle donne naissance à un garçon qu'elle a eu en tant que mère porteuse avec le réalisateur Bryan Singer,. Les parents avaient toutefois eu une liaison amoureuse réelle vers 1988.

## Filmographie

### Cinéma
- 1993 : Jason va en enfer (Jason Goes to Hell: The Final Friday) d'Adam Marcus : Deborah
- 1993 : Sunset Trip : Jonesy
- 1995 : Usual Suspects de Bryan Singer : une artiste
- 1999 : Une fille qui a du chien : Gail
- 2005 : The Unseen : Kathleen
- 2008 : Solar destruction de Fred Olen Ray : Jamie Casano
- 2008 : Leaving Barstow : Sandra
- 2012 : Magic Mike de Steven Soderbergh : la fille de Dallas
- 2014 : Death Clique : Tina
- 2015 : A Sort of Homecoming (en) : Amy Hartinger

### Télévision
- 1994 : Hot Line (série) : Jesse Summerfield
- 1994 : La Cavale infernale (Another Midnight Run)
- 1994 : Les Dessous de Palm Beach (Silk Stalkings) (série) : Annie
- 1995 : The Preston Episodes (série) : Meredith
- 1996 : The Jeff Foxworthy Show (série) : DeeDee Landrow
- 1996 : Mad TV (série) : Heidi
- 1996 : Space 2063 (série) : Jennifer Brandt
- 1996 : Urgences (ER) (série) : Gretchen
- 1996 : Life with Roger (série) : Gina
- 1997 : Incorrigible Cory (Boy Meets World) (série) : Kelly
- 1997 : Pensacola (série) : Renny Green
- 1997 : Players, les maîtres du jeu (Players) (série) : Veronica Salt
- 1998 : The Tony Danza Show (série) : Maggie
- 1998 : Maggie Winters (série) : Charlene
- 1999 : JAG (série) : Sally Wrexler
- 1999 : V.I.P. (série) : Mary Tepsin
- 2000-2005 : Queer as Folk de Russell T Davies (série) : Melanie Marcus (83 épisodes)
- 2000 : Diagnostic : Meurtre (Diagnosis: murder) (série) : Maeve Michaels
- 2000 : Battery Park (en) (série) : Mme Fleischman
- 2002 : Amy (Judging Amy) (série) : Nancy (rôle récurrent)
- 2002 : Le prix de la santé (Damaged Care) (téléfilm) : Gemma Coombs
- 2003 : Missing : Disparus sans laisser de trace (série) : Tanis Archer
- 2006 : FBI : Portés disparus (Without a Trace) (série) : Cindy Peterson
- 2006 : Dr House (série) : Judy
- 2007 : The Closer : L.A. enquêtes prioritaires (série) : Dr Leonard
- 2009 : Les Experts (CSI: Las Vegas) (série) : Paula Kingsley
- 2010 : Mentalist (série) : Tara Harrington
- 2010 : Lie to Me (série) : Jane Prescott
- 2010-2011 : Championnes à tout prix (Make It or Break It) (série) : Ellen Beals (rôle récurrent)
- 2011 : In Between Men (série) : Marcella Raven
- 2011 : Detroit 1-8-7 (série) : Alex Bergman
- 2011 : US Marshals : Protection de témoins (In Plain Sight) (série) : Sage Lorne/Britt Parnell
- 2013 : NCIS : Enquêtes spéciales (série) : Meredith Dunn
- 2015-2017 : Teen Wolf (série) : Mme Finch (9 épisodes)
- 2018 : NCIS : Los Angeles (série) : Luanne Hadlow